# Rudi Telwe
Rudi Telwe (né et mort à des dates inconnues) fut un joueur de football international indonésien, qui jouait en tant qu'attaquant.

## Biographie

### Joueur
Il évoluait dans le championnat des Indes orientales néerlandaises, dans l'équipe du HBS Soerabaja.

### International
Il est appelé par le sélectionneur néerlandais Johannes Christoffel van Mastenbroek pour jouer avec l'équipe des Indes néerlandaises (aujourd'hui l'Indonésie) la coupe du monde 1938.